# حلبة (جنس)
الحُلْبَة أو أُغْنُون أو عَارِيقا (باللاتينية: Trigonella) جنس نباتي ينتمي إلى الفصيلة البقولية. يضم هذا الجنس سبعة وتسعين نوعا مقبولا واثنين وتسعين نوعا غير متفق عليها. موطن كثير منها الوطن العربي. أنواعها كثيرة العدد معظمها بري وبعضها زراعي، جميعها شديد الشبه بالنفل والحندقوق.

## من أنواعهاالواطنةفي الوطن العربي
1. الحلبة الاسطوانية (باللاتينية: Trigonella cylindracea) في بلاد الشام
2. حلبة بالاتشوف (باللاتينية: Trigonella balachowskyi) في المغرب العربي
3. الحلبة البحرية (باللاتينية: Trigonella maritima) في بلاد الشام ومصر والمغرب العربي وإيطاليا
4. الحلبة البيروتية (باللاتينية: Trigonella berythea) في بلاد الشام ومصر
5. الحلبة التبنية اليونانية (وهي الشائعة بين الناس) (باللاتينية: Trigonella foenum-graecum) في العراق وإيران وأفغانستان وباكستان
6. الحلبة الخطافية (باللاتينية: Trigonella uncinata) في بلاد الشام وقبرص وتركيا
7. الحلبة السورية (باللاتينية: Trigonella caelesyriaca) في بلاد الشام وتركيا
8. الحلبة السيفية (باللاتينية: Trigonella gladiata) في المغرب العربي وشمال حوض البحر الأبيض المتوسط وحوض البحر الأسود
9. الحلبة الشائكة (باللاتينية: Trigonella spinosa) في بلاد الشام وقبرص وتركيا وكريت
10. حلبة شبرونر (باللاتينية: Trigonella spruneriana) في بلاد الشام وقبرص وتركيا واليونان وجنوب القوقاز
11. الحلبة العربية (باللاتينية: Trigonella arabica) في بلاد الشام ومصر
12. الحلبة الفكية (باللاتينية: Trigonella anguina) في بلاد الشام ومصر والمغرب العربي
13. حلبة فيليب (باللاتينية: Trigonella filipes) في بلاد الشام وتركيا
14. الحلبة كبيرة الحزم (باللاتينية: Trigonella macroglochin) في بلاد الشام وتركيا
15. الحلبة الليلكية (باللاتينية: Trigonella lilacina) في بلاد الشام
16. الحلبة المأكولة (باللاتينية: Trigonella esculenta) في جنوب أوروبا والمغرب العربي
17. الحلبة المتخفية (باللاتينية: Trigonella occulta) في مصر
18. الحلبة المتوسطة (باللاتينية: Trigonella media) في مصر
19. الحلبة المختنقة (باللاتينية: Trigonella  strangulata) في بلاد الشام وقبرص وتركيا واليونان وجنوب القوقاز
20. الحلبة المخملية (باللاتينية: Trigonella velutina) في بلاد الشام وتركيا واليونان
21. الحلبة المدببة (باللاتينية: Trigonella spicata) في بلاد الشام وقبرص وتركيا واليونان وحوض البحر الأسود
22. الحلبة المرداء (باللاتينية: Trigonella glabra) في بلاد الشام ومصر والمغرب العربي
23. الحلبة المزرقة (باللاتينية: Trigonella coerulescens) في بلاد الشام وتركيا واليونان والقوقاز
24. الحلبة المفترشة (باللاتينية: Trigonella procumbens) في بلاد الشام وتركيا واليونان ومعظم مناطق شرق أوروبا
25. الحلبة القدسية (باللاتينية: Trigonella hierosolymitana) في بلاد الشام وشبه الجزيرة العربية
26. الحلبة المهدبة (باللاتينية: Trigonella laciniata ) في مصر
27. الحلبة النجمية (باللاتينية: Trigonella stellata) في بلاد الشام ومصر والمغرب العربي
28. الحلبة الهلالية (باللاتينية: Trigonella lunata) في بلاد الشام وتركيا وجنوب القوقاز

## أنواع غير موجودة في الوطن العربي

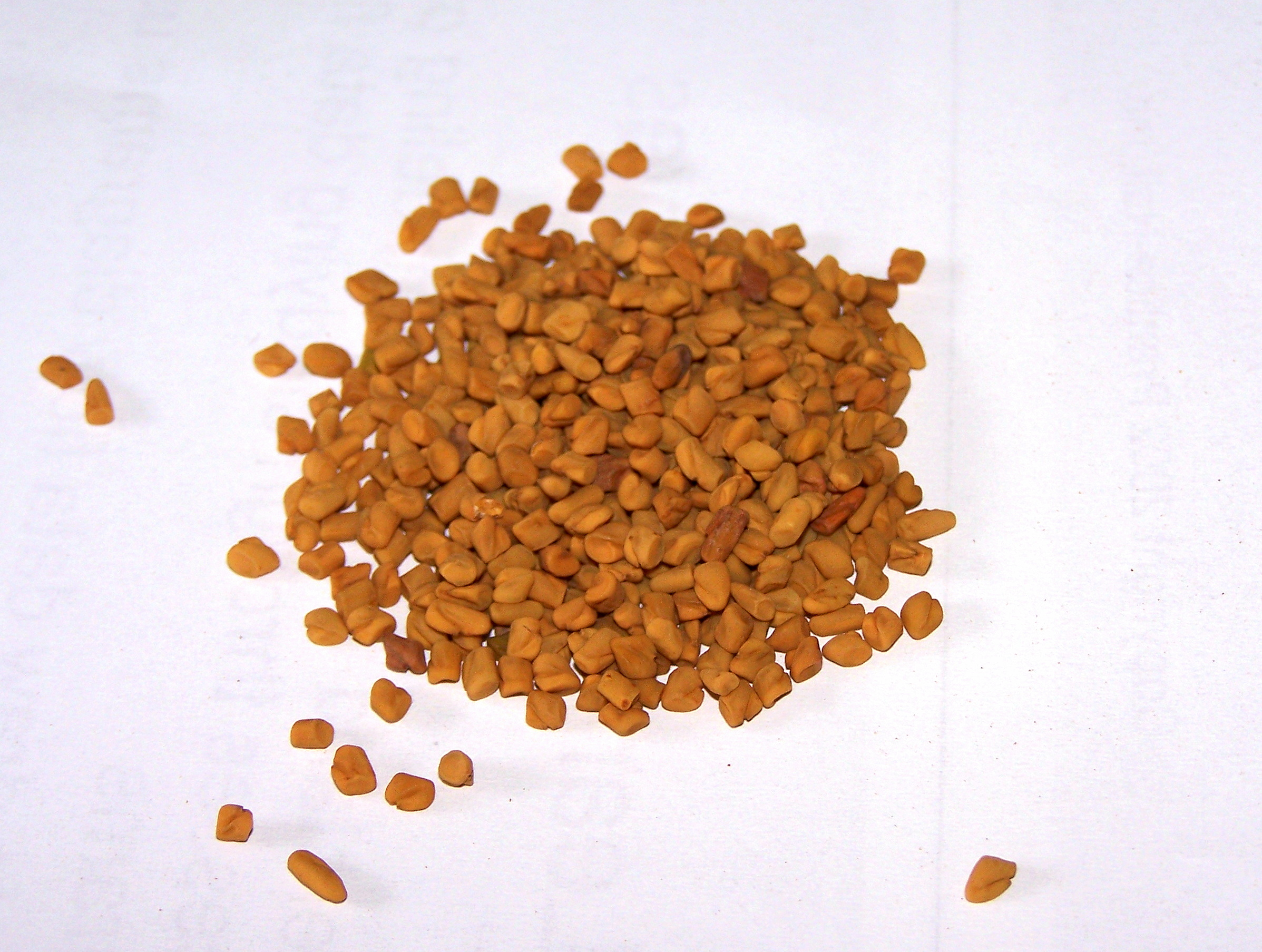
حبات حلبة

- الحلبة الزرقاء (باللاتينية: Trigonella caerulea)